# Crocidura erica
Crocidura erica е вид бозайник от семейство Земеровкови (Soricidae).

## Разпространение
Видът е разпространен в Ангола.